# Bogufał II
Bogufał II (łac. Boguphalus II) lub Boguchwał II (zm. 9 lutego 1253 roku) – biskup poznański w latach 1242-1253. Przebudował katedrę oraz ofiarował kościołowi poznańskiemu swój księgozbiór. Zainicjował powstanie Rocznika kapituły poznańskiej i do swojej śmierci redagował go. W XVIII i XIX wieku przypisywano mu autorstwo Kroniki wielkopolskiej i wydawano to dzieło pod jego imieniem.

## Życie

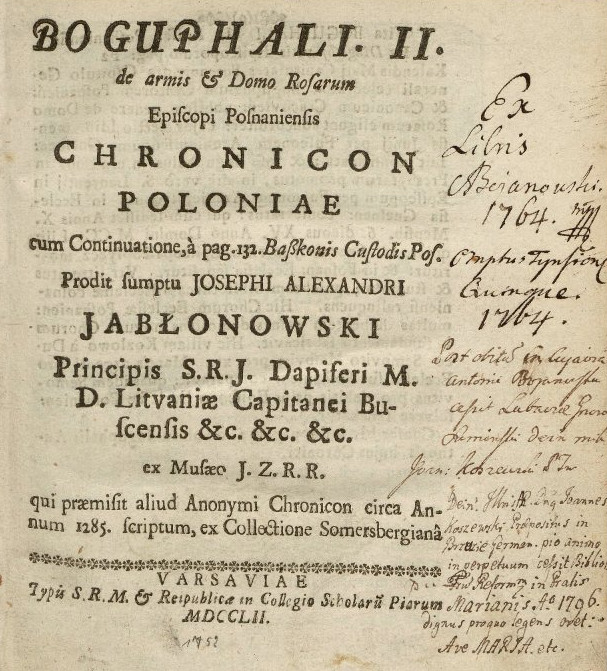
Pierwsze polskie wydanie Kroniki wielkopolskiej, z roku 1752. Jako autora podano biskupa poznańskiego Bogufała II.

Nieznana jest data urodzin Bogufała. Na podstawie imienia przypuszcza się, że był Polakiem i należał do rodu Porajów-Różyców. Już jako biskup mianował kanonikiem przyszłego biskupa Bogufała III, który prawdopodobnie był jego krewnym.
Używał tytułu magistra, jednak nie wiadomo, gdzie się kształcił. W 1211 roku został scholastykiem poznańskim, w 1231 kustoszem i kanonikiem, a w 1242 biskupem poznańskim. Istnieje wprawdzie dokument datowany na 21 lipca 1240, w którym Bogufał występuje już jako biskup, jest to jednak późniejszy falsyfikat.
W roku 1244 lub 1245 z jego polecenia rozebrano romańskie, spękane prezbiterium poznańskiej katedry, rozpoczynając wznoszenie w jego miejscu nowej konstrukcji. W roku 1244 Bogufał odstąpił księciu Przemysłowi I osadę wokół nieistniejącego współcześnie kościoła św. Gotarda, gdzie powstał lokowany na prawie magdeburskim lewobrzeżny Poznań. Był również sygnatariuszem aktu lokacji tego miasta. W roku 1246 otrzymał od Przemysła I immunitet wraz z prawem do lokacji osad biskupich na prawie magdeburskim. W roku 1248 był uczestnikiem synodu we Wrocławiu.
Zmarł 9 lutego 1253 roku w Solcu koło Środy Wielkopolskiej, w posiadłości biskupów poznańskich. Jego duży księgozbiór przekazany został bibliotece katedralnej.
W Kronice wielkopolskiej jego rządy zostały podsumowane zgodnie z ówczesnym ideałem pobożnego biskupa, który winien dbać o dobra duchowe i materialne Kościoła: rozkoszował się zaś dniem i nocą czytaniem ksiąg Pisma świętego, których niemały posiadał zbiór i więcej niż skarb jakiś nadzwyczaj gorąco miłował. Umierając pozostawił je wszystkie kościołowi poznańskiemu. Ten błogosławiony biskup w drugim roku swojego episkopatu kazał z powodu jakichś rysów chór kościoła poznańskiego do gruntu, czyli całkowicie, zburzyć i na nowo zbudować. Żył zaś na swoim biskupstwie dziesięć lat i dwadzieścia sześć tygodni.

## Dzieła
Bogufała uznaje się za inicjatora powstania Rocznika kapituły poznańskiej. Uchodzi też za autora pochodzących z lat 1231–1253 wpisów w Roczniku.
W XVIII i XIX wieku badacze i wydawcy Kroniki wielkopolskiej twierdzili, że dzieło to, przynajmniej do roku 1249, było autorstwa Bogufała. Dlatego pod jego imieniem powstały pierwsze wydania i tłumaczenia Kroniki na język polski. Uczeni XX-wieczni odrzucili tezę, jakoby Boguchwał pozostawił po sobie rozpoczęte już dzieło i był autorem znacznej części zachowanego tekstu Kroniki wielkopolskiej. Według ich badań, w części opowiadającej o wydarzeniach sprzed roku 1249 wykorzystano źródła z drugiej połowy XIII stulecia, a rozdziały wykraczające poza granice życia Bogufała nie różnią się stylistycznie od poprzednich.
W napisanej w pierwszej osobie zapisce z 1249 roku, Bogufał zanotował ku pamięci potomnych swój proroczy sen, w którym jakiś zakonnik miał mu przepowiedzieć „wypełnienie się” losów Polski w najbliższych 25 latach. Tekst ten został wpierw wpisany do Rocznika kapituły poznańskiej, a następnie przepisany do Kroniki wielkopolskiej, gdzie zachował się w nieco różniących się, dwóch redakcjach. Notatka miała charakter typowej ówczesnej zapiski o cudach, sformułowanej jako świadectwo zaprzysięgane przed sądem i była prawdopodobnie przepowiednią dotyczącą przyszłego zjednoczenia Polski:
Ego Boguphalus episcopus Posnaniensis, audivi, licet pecator,

visum quendam religiosum mihi dicere:

"infra XXV annos tota Polonia consumabitur".

Et dum a loquente interpretationem diligenter inquirerem:

"utrum in bono am in malo deberet consumari?"

- non mihi respondit.

Dixit tamen,  et papa deberet consumari.
Ja, biskup poznański Boguchwał, słyszałem, choć grzeszny,

w widzeniu pewnego zakonnika mówiącego do mnie:

 „W przeciągu dwudziestu pięciu lat cała Polska zostanie wypełniona”.

A gdy mówiącego usilnie prosiłem o wytłumaczenie,

czy w szczęściu czy w nieszczęściu będzie wypełniona,

nie odpowiedział mi.

Powiedział jednak, że i papieża losy się wypełnią.